# Лос Роча, Меса дел Борего (Гереро)
Лос Роча, Меса дел Борего (шп. Los Rocha, Mesa del Borrego) насеље је у Мексику у савезној држави Чивава у општини Гереро. Насеље се налази на надморској висини од 2400 м.

## Становништво
Према подацима из 2005. године у насељу је живело 9 становника.

### Хронологија
| Година       | 2005 |
| ------------ | ---- |
| Становништво | 9    |

### Попис
| # | Индикатор                        | Вредност |
| - | -------------------------------- | -------- |
| 1 | Укупно појединачних домаћинстава | 2        |